# Somdev Devvarman
Somdev Devvarman (Assam, 13 de Fevereiro de 1985) é um tenista profissional indiano. Sua carreira juvenil feita na NCAA, em 2009, surpreendeu ao chegar na final do ATP de Chennai, perdendo para o croata Marin Čilić. Representa a Equipe Indiana de Copa Davis.
Encerrou o ano de 2011 como o número 84 do mundo.

## Desempenho em Torneios

### Simples

#### Finais Perdidas (2)
| Legenda                                                     |
| Grand Slam (0)                                              |
| Tennis Masters Cup ATP World Tour Finals (0)                |
| ATP Masters Series ATP World Tour Masters 1000 (0)          |
| ATP International Series Gold ATP World Tour 500 Series (0) |
| ATP International Series ATP World Tour 250 Series (0)      |

| Títulos por superfície |
| Dura (0)               |
| Grama (0)              |
| Saibro (0)             |
| Carpete (0)            |

| Nr. | Data                   | Torneio                     | Superfície | Adversário na Final | Resultado     |
| 1.  | 5 de Janeiro de 2009   | Chennai, Índia              | Dura       | Marin Čilić         | 6–4, 7–6      |
| 2.  | 6 de Fevereiro de 2011 | Johannesburg, África do Sul | Dura       | Kevin Anderson      | 4–6, 6–3, 6–2 |